# 倫敦市政廳 (南華克)

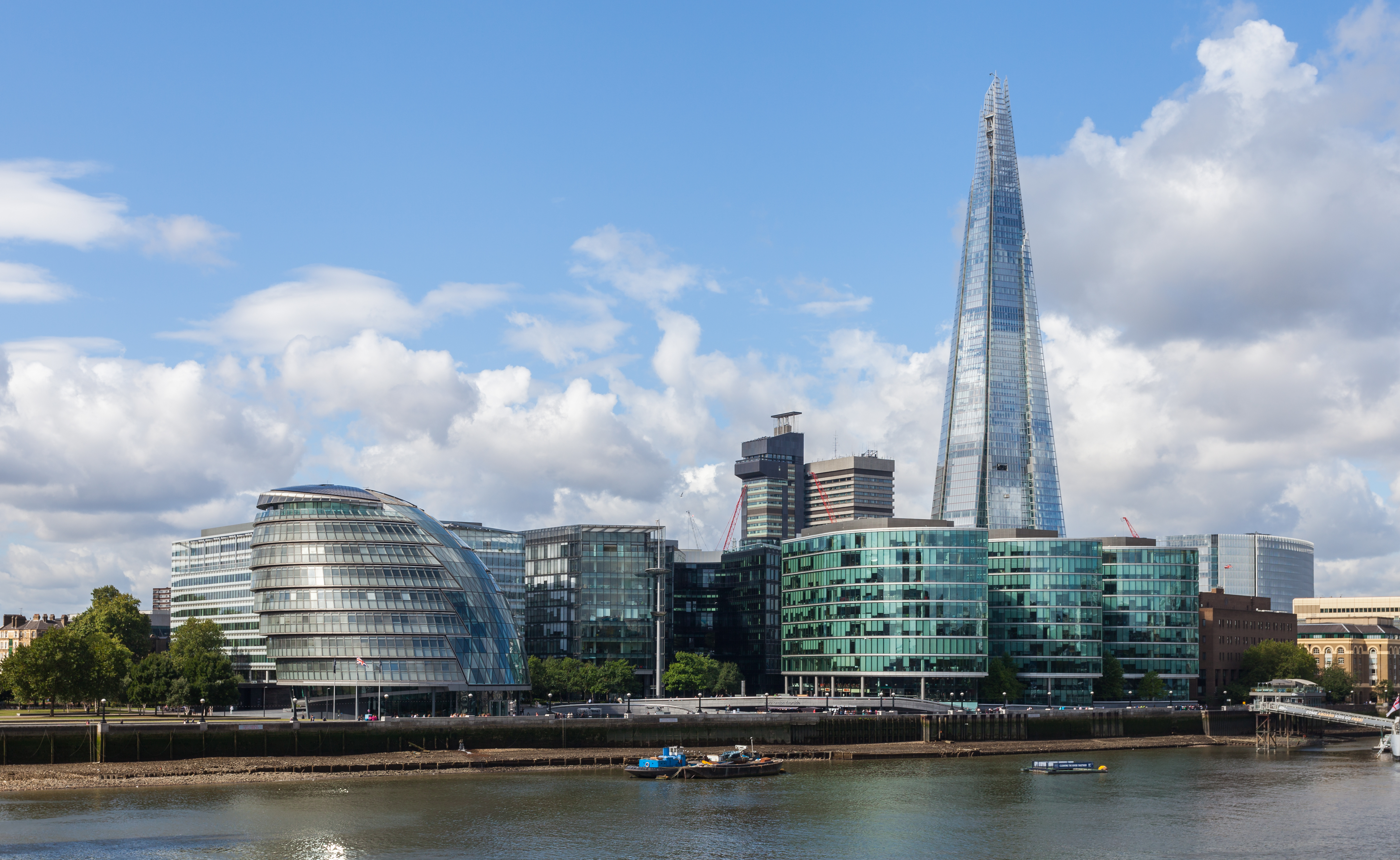
市政廳及其所在的More London開發區的天際線

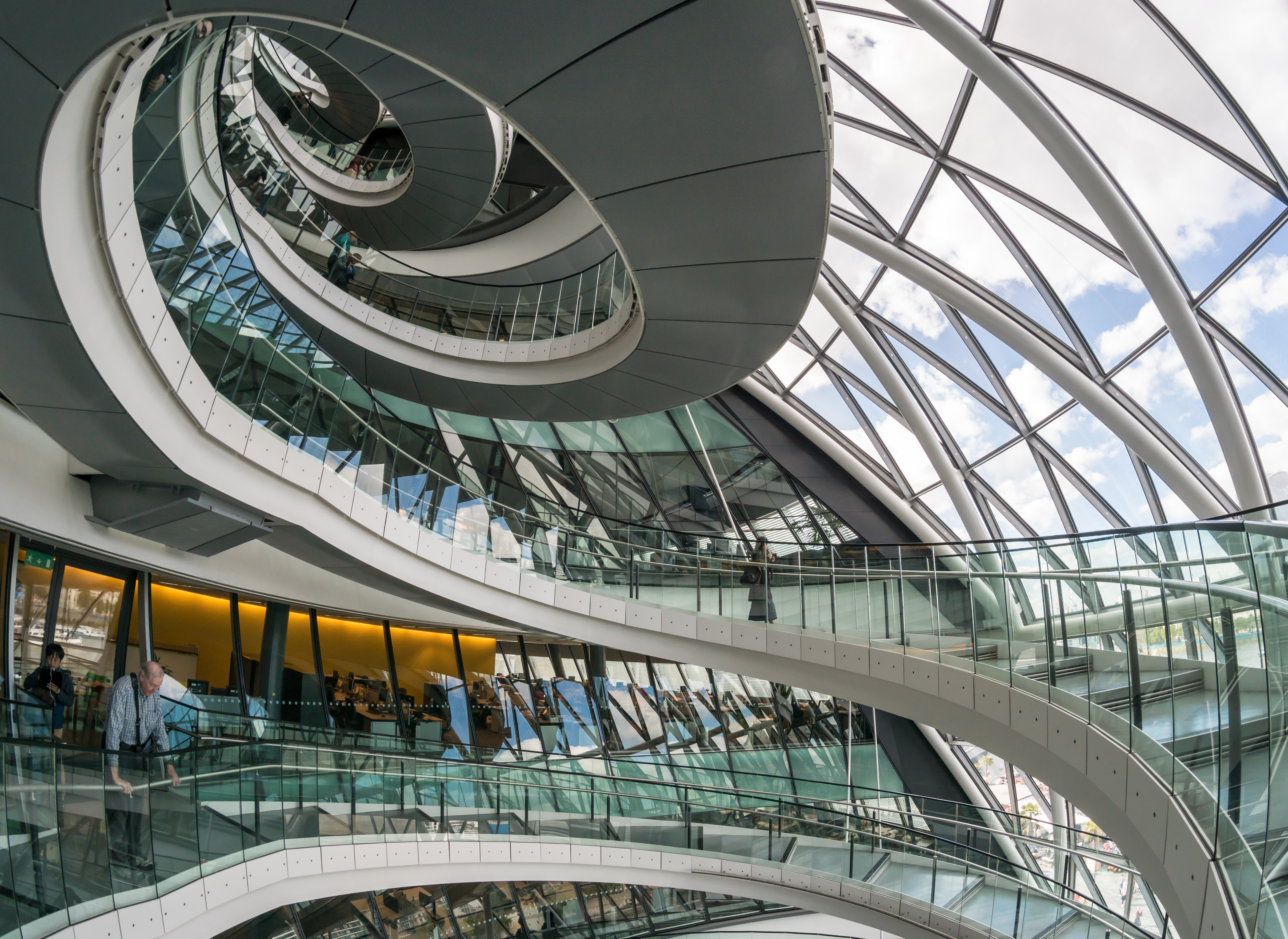
市政廳的室內螺旋樓梯

前倫敦市政廳（英語：Former City Hall, London）是位於英國倫敦的公共建築，在2002年至2021年之間作為大倫敦政府總部、倫敦市長辦公室、以及倫敦議會的所在地。它座落在南華克（Southwark），泰晤士河邊，鄰近倫敦塔橋。由诺曼·福斯特設計，於2002年7月開幕。
2022年，大倫敦政府將總部搬遷至紐咸的新市政廳。

## 簡介
大樓外觀有如一個異常的球體，這是為了減少表面面積以提升能源效率。市民對此也議論紛紛，以多種千奇百怪的事物來比喻它的形狀，包括黑武士的頭盔、一枚被削歪的雞蛋、男性的陰囊、潮蟲、摩托車司機佩戴的頭盔等。前倫敦市長肯·利文斯通公然稱它為「玻璃睪丸」，前倫敦市長、前首相鮑里斯·強森則把它稱作「玻璃生殖腺」，或較文雅的「洋蔥」。設計師原來計劃把市政廳建築成吊在泰晤士河上的一個球體，但最後還是傳統地把它固定在河岸上。大樓沒有傳統意義上的前後，它的形狀源自一個扭曲的球體。
市政廳建築在原來倫敦池畔碼頭的位置。大樓並非大倫敦政府的產業，只是租用了它25年而已。它是辦公大樓和商店發展計劃「More London」的一部分。市政廳旁邊是一座名叫「The Scoop」的露天劇場，在夏天會有露天的表演，但劇場並非由大倫敦政府管理。
大樓內部有一道500米長的螺旋狀走道，從地面一直延伸至最頂層，與紐約的古根漢美術館內部仿似。大樓的頂樓十樓是一個稱為「倫敦的客廳」的展覽和會議室，以及不時會向公眾開放的觀景台。走道則展示了大樓的內觀，象徵高透明度，與同樣由福斯特設計的新德國國會大廈相近。2006年，倫敦氣候變化管理局宣佈將於大樓上安裝太陽能電池板。
雖然大樓名為市政廳，但並不是某個市（City）的行政中心。人們經常把大倫敦和倫敦市（City of London）混淆，自然也誤以為市政廳是倫敦市行政當局倫敦市法團的的總部，但法團的總部其實位於泰晤士河以北的伦敦市政厅（Guildhall）。大倫敦政府的前身──大倫敦議會和倫敦郡議會的總部則位於泰晤士河上游，臨近南岸的郡政廳（County Hall）。雖然郡政廳的舊議會會堂還保存完好，但因為大樓已經改建成一座包括豪華酒店、娛樂商場、水族館的綜合設施，所以無法為大倫敦政府所用。

## 外部連結
51°30′17″N 0°04′42″W / 51.50472°N 0.07833°W
- 市政廳官方網站
- 市政廳內部立體展示（需要QuickTime） （页面存档备份，存于）
- MayorWatch市政廳導覽[永久]
- CityMayors feature （页面存档备份，存于）